# Göran Larsson
Goran Larsson (Suecia, 24 de mayo de 1932-27 de febrero de 1989) fue un nadador sueco especializado en pruebas de estilo libre corta distancia, donde consiguió ser medallista de bronce olímpico en 1952 en los 100 metros.

## Carrera deportiva
En los Juegos Olímpicos de Helsinki 1952 ganó la medalla de bronce en los 100 metros libre, con un tiempo de 58.2 segundos, tras el estadounidense Clarke Scholes (oro con 57.4 segundos) y el japonés Hiroshi Suzuki (plata también con 57.4 segundos).
Y en el campeonato europeo de Viena de 1950 ganó tres medallas: oro en 100 metros espalda y relevos 4x200 metros estilo libre, y plata en 100 metros libre.